# Sainte-Ouenne
Sainte-Ouenne is een gemeente in het Franse departement Deux-Sèvres (regio Nouvelle-Aquitaine) en telt 641 inwoners (2004). De plaats maakt deel uit van het arrondissement Niort.

## Geografie
De oppervlakte van Sainte-Ouenne bedraagt 11,6 km², de bevolkingsdichtheid is 55,3 inwoners per km².
De onderstaande kaart toont de ligging van Sainte-Ouenne met de belangrijkste infrastructuur en aangrenzende gemeenten.

## Demografie
Onderstaande figuur toont het verloop van het inwonertal (bron: INSEE-tellingen).